# Sergio Souto
Sergio Souto (Sena Madureira, 11 de julho de 1950) é um cantor, compositor e instrumentista brasileiro.

## O começo
Mudou-se aos quinze anos de idade com a família para o Rio de Janeiro, em busca de melhores oportunidades. Trouxe consigo na memória sons da sua Amazônia natal. 
Trabalhou como fotógrafo, gráfico e vendedor até conseguir lançar seu primeiro sucesso como cantor, a música "Falsa Alegria", vencedora do Festival Rodada Brahma de Música Popular e gravada em LP independente no ano de 1980. No ambiente dos festivais de música popular brasileira, frequentes na década de 70 e 80, conheceu Amaral Maia, compositor e letrista carioca, com quem iniciou sólida parceria e amizade desde então.
Participou de quase todos os grandes festivais de música do país: Rodada Brahma de Música Popular Brasileira; Festival 79 da Rede Tupi, em São Paulo; Festival dos Festivais da Rede Globo; Festival Rímula de Música do SBT, em São Paulo; Festival O Som das Águas da Rede Manchete, em Lambari, MG e outros.

## O reconhecimento popular
A carreira de Sergio começou a atingir o grande público na década de 80, com a exibição de um videoclipe da música "Falsa Alegria" no programa Fantástico, da Rede Globo. Outro sucesso foi a música "Minha Aldeia", participante do Festival dos Festivais de 1985 e integrante da novela Sinhá Moça de 1986 na mesma emissora.

Com um repertório que passa pela toada, samba, fado e música regional, as composições de Sergio Souto se enriqueceram com parceiros como Aldir Blanc (Circo Brasil) e Paulo César Pinheiro (Diamante) ao longo da década de 80 e seguintes. 
A sofisticação e variedade dos arranjos de seus LPs ganharam o talento de mestres de nossa música como Jota Moraes e Gilson Peranzzetta.
Se apresentou pelos principais palcos do Brasil, tais como Maracanãzinho, Anhembi, Olímpia, Teatro Amazonas, Teatro da Paz, Teatro Castro Alves, Teatro Carlos Gomes, Teatro Plácido de Castro, Dragão do Mar e outros tantos.

## Parcerias e projetos atuais
Sergio se define como um compositor urbano, pelo fato de viver há quase 50 anos no Rio de Janeiro. A influência amazônica, contudo, é permanente na sua obra. Permanece em turnê durante boa parte do ano, entre os Estados do Rio, Espírito Santo (onde tem parceiros fixos e banda) e seu Acre natal. Eventualmente, é convidado de festivais de música popular e folclórica por toda a América Latina.
Sergio tem sido gravado como compositor por diversos intérpretes da MPB, como Nelson Gonçalves, Fagner, Jorge Vercilo, Jessé e Elba Ramalho. Com o cantor Jorge Vercilo e o poeta gaúcho Sérgio Napp, tem duas de suas mais bem-sucedidas parcerias modernas.

## Maiores sucessos
- Falsa Alegria (com Amaral Maia)
- Minha Aldeia (com Amaral Maia)
- Navegante (com Jota Maranhão)
- Circo Brasil (com Aldir Blanc)
- Diamante (com Paulo César Pinheiro)
- Correnteza (com Daphnis Souto)
- Meu Lamento (com Sergio Napp)
- Tempo (com Sergio Napp e Jorge Melo)
- Picadeiro (com Sergio Napp)
- O Arco e a Flecha (com Marina Silva)
- Homem Grande (com Jorge Vercillo)
- Cumplicidade  Música e Poesia